# Gillian Robertson
Gillian Robertson (Niagara Falls, 17 de maio de 1995) é uma lutadora de artes marciais mistas canadense, que atualmente compete na categoria peso-mosca-feminino do Ultimate Fighting Championship.

## Background
Robertson começou a lutar com 16 anos, treinando kickboxing, sem ter grande conhecimento do que era o MMA. Fez sua primeira aula de kickboxing na American Top Team, e continuou fazendo as aulas ao longo dos anos. Na Flórida, a idade mínima para poder lutar MMA é de 18 anos. Assim, dois meses após fazer 18 anos, Robertson fez sua primeira luta no MMA amador, em 2013. Ela possui uma faixa roxa em BJJ, e é formada em Educação Geral.

## Carreira no MMA
Depois da carreira amadora, na qual produziu um cartel de 9-1, Robertson fez sua estreia profissional no MMA em março de 2016. Composta por diversas organizações dos Estados Unidos, Robertson compilou um cartel de 3-2, antes de se juntar ao elenco do The Ultimate Fighter 26, em meados de 2017.

### The Ultimate Fighter
Em agosto de 2017, foi anunciado que Robertson fora uma das lutadoras selecionadas para participar do The Ultimate Fighter: A New World Champion.
Em sua primeira luta no reality show, Robertson enfrentou a ex-campeã peso-mosca do Invicta FC, Barb Honchak. Ela perdeu a luta por nocaute técnico no segundo round.

### Ultimate Fighting Championship
Robertson lutou no The Ultimate Fighter 26 Finale, em 1 de dezembro de 2017, contra Emily Whitmire. Gillian Robertson abriu o evento com uma vitória ligeira diante de Whitmire. A canadense, que levou a luta para o chão, finalizou a adversária com uma chave de braço - aplicada de um ângulo pouco comum - aos 2m12s do combate. Ela comemorou o resultado positivo em sua estreia na organização, enquanto a oponente levou as mãos ao rosto imediatamente após dar os três tapinhas.

## Cartel no MMA
| Cartel no MMA   |             |            |
| 17 lutas        | 10 vitórias | 7 derrotas |
| Por nocaute     | 1           | 1          |
| Por finalização | 7           | 1          |
| Por decisão     | 2           | 5          |

| Res.    | Cartel | Oponente           | Método                          | Evento                                            | Data       | Round | Tempo | Local                      | Notas                                 |
| ------- | ------ | ------------------ | ------------------------------- | ------------------------------------------------- | ---------- | ----- | ----- | -------------------------- | ------------------------------------- |
| Derrota | 10-7   | JJ Aldrich         | Decisão (unânime)               | UFC Fight Night: Santos vs. Ankalaev              | 12/03/2022 | 3     | 5:00  | Las Vegas, Nevada          |                                       |
| Vitória | 10-6   | Priscila Cachoeira | Finalização (mata leão)         | UFC 269: Oliveira vs. Poirier                     | 11/12/2021 | 1     | 4:59  | Las Vegas, Nevada          |                                       |
| Derrota | 9-6    | Miranda Maverick   | Decisão (unânime)               | UFC 260: Miocic vs. Ngannou 2                     | 27/03/2021 | 3     | 5:00  | Las Vegas, Nevada          |                                       |
| Derrota | 9-5    | Taila Santos       | Decisão (unânime)               | UFC Fight Night: Thompson vs. Neal                | 19/12/2020 | 3     | 5:00  | Las Vegas, Nevada          |                                       |
| Vitória | 9-4    | Poliana Botelho    | Decisão (unânime)               | UFC Fight Night: Ortega vs. The Korean Zombie     | 17/10/2020 | 3     | 5:00  | Abu Dhabi                  |                                       |
| Vitória | 8-4    | Cortney Casey      | Finalização (mata leão)         | UFC on ESPN: Blaydes vs. Volkov                   | 20/06/2020 | 3     | 4:36  | Las Vegas, Nevada          |                                       |
| Derrota | 7-4    | Maycee Barber      | Nocaute Técnico (socos)         | UFC on ESPN: Reyes vs. Weidman                    | 18/10/2019 | 1     | 3:04  | Boston, Massachusetts      |                                       |
| Vitória | 7-3    | Sarah Frota        | Nocaute Técnico (cotoveladas)   | UFC 240: Holloway vs. Edgar                       | 27/07/2019 | 2     | 4:13  | Edmonton, Alberta          |                                       |
| Vitória | 6-3    | Veronica Macedo    | Finalização (mata leão)         | UFC Fight Night: Blachowicz vs. Santos            | 23/02/2019 | 2     | 3:27  | Prague                     |                                       |
| Derrota | 5-3    | Mayra Bueno Silva  | Finalização (chave de braço)    | UFC Fight Night: Santos vs. Anders                | 22/09/2018 | 1     | 4:55  | São Paulo                  |                                       |
| Vitória | 5-2    | Molly McCann       | Finalização Técnica (mata leão) | UFC Fight Night: Thompson vs. Till                | 27/05/2018 | 2     | 2:05  | Liverpool                  |                                       |
| Vitória | 4-2    | Emily Whitmire     | Finalização (chave de braço)    | The Ultimate Fighter: A New World Champion Finale | 01/12/2017 | 1     | 2:12  | Las Vegas, Nevada          | Estreia no UFC. Voltou ao peso-mosca. |
| Vitória | 3-2    | Hannah Cifers      | Finalização (mata leão)         | NLFC - Next Level Fight Club 7                    | 13/05/2017 | 2     | 4:12  | Raleigh, Carolina do Norte |                                       |
| Derrota | 2-2    | Cynthia Calvillo   | Decisão (unânime)               | GKO 8 - Global Knockout 8                         | 19/11/2016 | 3     | 5:00  | Jackson, Califórnia        | Peso-casado (120 lbs).                |
| Vitória | 2-1    | Miki Rogers        | Finalização (chave de braço)    | AF - Atlas Fights 29                              | 22/10/2016 | 1     | 4:16  | Biloxi, Mississippi        | Voltou ao peso-palha.                 |
| Vitória | 1-1    | Monica Medina      | Decisão (unânime)               | FFI - Blood and Sand 20                           | 13/08/2016 | 3     | 5:00  | Biloxi, Mississippi        | Estreia no peso-mosca.                |
| Derrota | 0-1    | Hannah Goldy       | Decisão (unânime)               | Square Ring Promotions - Island Fights 37         | 11/03/2016 | 3     | 5:00  | Pensacola, Flórida         | Estreia no MMA.                       |

### Cartel noTUF 26
| Res.    | Cartel | Oponente     | Método                                | Evento                                     | Data                  | Round | Tempo | Local             | Notas           |
| ------- | ------ | ------------ | ------------------------------------- | ------------------------------------------ | --------------------- | ----- | ----- | ----------------- | --------------- |
| Derrota | 0-1    | Barb Honchak | Nocaute Técnico (socos e cotoveladas) | The Ultimate Fighter: A New World Champion | 04/10/2017 (exibição) | 2     | 2:27  | Las Vegas, Nevada | Luta Preliminar |